# WNBA 올스타전
WNBA 올스타전(영어: WNBA All-Star Game)은 WNBA가 매년 7월 주최하는 농구 친선 경기이다.

## 올스타 게임
| 연도 | 날짜                                                                                          | 결과                                                                                          | 경기장                                                                                        | 관중수                                                                                        | 개최팀                                                                                        | 개최지                                                                                        | MVP                                                                                           | 소속팀                                                                                        |
| ---- | --------------------------------------------------------------------------------------------- | --------------------------------------------------------------------------------------------- | --------------------------------------------------------------------------------------------- | --------------------------------------------------------------------------------------------- | --------------------------------------------------------------------------------------------- | --------------------------------------------------------------------------------------------- | --------------------------------------------------------------------------------------------- | --------------------------------------------------------------------------------------------- |
| 1999 | 7월 14일                                                                                      | 서부 79, 동부 61                                                                              | 매디슨 스퀘어 가든                                                                            | 18,649                                                                                        | 뉴욕 리버티                                                                                   | 뉴욕주 뉴욕                                                                                   | 리사 레슬리                                                                                   | 로스앤젤레스 스파크스                                                                         |
| 2000 | 7월 17일                                                                                      | 서부 73, 동부 61                                                                              | 아메리카 웨스트 아레나                                                                        | 17,717                                                                                        | 피닉스 머큐리                                                                                 | 애리조나주 피닉스                                                                             | 티나 톰슨                                                                                     | 휴스턴 코메츠                                                                                 |
| 2001 | 7월 16일                                                                                      | 서부 80, 동부 72                                                                              | TD 워터하우스센터                                                                             | 16,906                                                                                        | 올랜도 미러클                                                                                 | 플로리다주 올랜도                                                                             | 리사 레슬리                                                                                   | 로스앤젤레스 스파크스                                                                         |
| 2002 | 7월 15일                                                                                      | 서부 81, 동부 76                                                                              | MCI 센터                                                                                      | 19,487                                                                                        | 워싱턴 미스틱스                                                                               | 워싱턴 D.C.                                                                                   | 리사 레슬리                                                                                   | 로스앤젤레스 스파크스                                                                         |
| 2003 | 7월 12일                                                                                      | 서부 84, 동부 75                                                                              | 매디슨 스퀘어 가든                                                                            | 18,610                                                                                        | 뉴욕 리버티                                                                                   | 뉴욕주 뉴욕                                                                                   | 니키 티슬리                                                                                   | 로스앤젤레스 스파크스                                                                         |
| 2004 | 8월 5일                                                                                       | USA 74, WNBA 58                                                                               | 라디오 시티 뮤직 홀                                                                           | 5,945                                                                                         | 빈칸                                                                                          | 뉴욕주 뉴욕                                                                                   | 욜란다 그리피스                                                                               | 새크라멘토 모나크스                                                                           |
| 2005 | 7월 9일                                                                                       | 서부 122, 동부 99                                                                             | 모히건 선 아레나                                                                              | 9,168                                                                                         | 코네티컷 선                                                                                   | 코네티컷주 언캐스빌                                                                           | 셔릴 스윕스                                                                                   | 휴스턴 코메츠                                                                                 |
| 2006 | 7월 12일                                                                                      | 동부 98, 서부 82                                                                              | 매디슨 스퀘어 가든                                                                            | 12,998                                                                                        | 뉴욕 리버티                                                                                   | 뉴욕주 뉴욕                                                                                   | 케이티 더글러스                                                                               | 코네티컷 선                                                                                   |
| 2007 | 7월 15일                                                                                      | 동부 103, 서부 99                                                                             | 버라이즌 센터                                                                                 | 19,487                                                                                        | 워싱턴 미스틱스                                                                               | 워싱턴 D.C.                                                                                   | 셰릴 포드                                                                                     | 디토로이트 쇼크                                                                               |
| 2008 | 2008년 하계 올림픽으로 인해 개최되지 않다.                                                    | 2008년 하계 올림픽으로 인해 개최되지 않다.                                                    | 2008년 하계 올림픽으로 인해 개최되지 않다.                                                    | 2008년 하계 올림픽으로 인해 개최되지 않다.                                                    | 2008년 하계 올림픽으로 인해 개최되지 않다.                                                    | 2008년 하계 올림픽으로 인해 개최되지 않다.                                                    | 2008년 하계 올림픽으로 인해 개최되지 않다.                                                    | 2008년 하계 올림픽으로 인해 개최되지 않다.                                                    |
| 2009 | 7월 25일                                                                                      | 서부 130, 동부 118                                                                            | 모히건 선 아레나                                                                              | 9,518                                                                                         | 코네티컷 선                                                                                   | 코네티컷주 언캐스빌                                                                           | 스윈 캐시                                                                                     | 시애틀 스톰                                                                                   |
| 2010 | 7월 10일                                                                                      | USA 99, WNBA 72                                                                               | 모히건 선 아레나                                                                              | 9,518                                                                                         | 코네티컷 선                                                                                   | 코네티컷주 언캐스빌                                                                           | 실비아 파울스                                                                                 | 시카고 스카이                                                                                 |
| 2011 | 7월 23일                                                                                      | 동부 118, 서부 113                                                                            | AT&T 센터                                                                                     | 12,540                                                                                        | 샌안토니오 실버스타스                                                                         | 텍사스주 샌안토니오                                                                           | 스윈 캐시                                                                                     | 시애틀 스톰                                                                                   |
| 2012 | 2012년 하계 올림픽으로 인해 개최되지 않다.                                                    | 2012년 하계 올림픽으로 인해 개최되지 않다.                                                    | 2012년 하계 올림픽으로 인해 개최되지 않다.                                                    | 2012년 하계 올림픽으로 인해 개최되지 않다.                                                    | 2012년 하계 올림픽으로 인해 개최되지 않다.                                                    | 2012년 하계 올림픽으로 인해 개최되지 않다.                                                    | 2012년 하계 올림픽으로 인해 개최되지 않다.                                                    | 2012년 하계 올림픽으로 인해 개최되지 않다.                                                    |
| 2013 | 7월 27일                                                                                      | 서부 102, 동부 98                                                                             | 모히건 선 아레나                                                                              | 9,323                                                                                         | 코네티컷 선                                                                                   | 코네티컷주 언캐스빌                                                                           | 캔디스 파커                                                                                   | 로스앤젤레스 스파크스                                                                         |
| 2014 | 7월 19일                                                                                      | 동부 125, 서부 124 (OT)                                                                       | US 에어웨이스 센터                                                                            | 14,685                                                                                        | 피닉스 머큐리                                                                                 | 애리조나주 피닉스                                                                             | 쇼니 쉼멜                                                                                     | 애틀랜타 드림                                                                                 |
| 2015 | 7월 25일                                                                                      | 서부 117, 동부 112                                                                            | 모히건 선 아레나                                                                              | 8,214                                                                                         | 코네티컷 선                                                                                   | 코네티컷주 언캐스빌                                                                           | 마야 무어                                                                                     | 미네소타 링크스                                                                               |
| 2016 | 2016년 하계 올림픽으로 인해 개최되지 않다.                                                    | 2016년 하계 올림픽으로 인해 개최되지 않다.                                                    | 2016년 하계 올림픽으로 인해 개최되지 않다.                                                    | 2016년 하계 올림픽으로 인해 개최되지 않다.                                                    | 2016년 하계 올림픽으로 인해 개최되지 않다.                                                    | 2016년 하계 올림픽으로 인해 개최되지 않다.                                                    | 2016년 하계 올림픽으로 인해 개최되지 않다.                                                    | 2016년 하계 올림픽으로 인해 개최되지 않다.                                                    |
| 2017 | 7월 22일                                                                                      | 서부 130, 동부 121                                                                            | 키 아레나                                                                                     | 15,221                                                                                        | 시애틀 스톰                                                                                   | 워싱턴주 시애틀                                                                               | 마야 무어                                                                                     | 미네소타 링크스                                                                               |
| 2018 | 7월 28일                                                                                      | 팀 파커 119, 팀 델레 도네 112                                                                 | 타깃 센터                                                                                     | 15,922                                                                                        | 미네소타 링크스                                                                               | 미네소타주 미니애폴리스                                                                       | 마야 무어                                                                                     | 미네소타 링크스                                                                               |
| 2019 | 7월 27일                                                                                      | 팀 윌슨 129, 팀 델레 도네 126                                                                 | 만달레이 베이 이벤트 센터                                                                     | 9,157                                                                                         | 라스베이거스 에이시즈                                                                         | 네바다주 패러다이스                                                                           | 에리카 윌러                                                                                   | 인디애나 피버                                                                                 |
| 2020 | 2020년 하계 올림픽으로 인해 경기가 중단되었으나 이후 코로나-19 대유행으로 인해 개최되지 않다. | 2020년 하계 올림픽으로 인해 경기가 중단되었으나 이후 코로나-19 대유행으로 인해 개최되지 않다. | 2020년 하계 올림픽으로 인해 경기가 중단되었으나 이후 코로나-19 대유행으로 인해 개최되지 않다. | 2020년 하계 올림픽으로 인해 경기가 중단되었으나 이후 코로나-19 대유행으로 인해 개최되지 않다. | 2020년 하계 올림픽으로 인해 경기가 중단되었으나 이후 코로나-19 대유행으로 인해 개최되지 않다. | 2020년 하계 올림픽으로 인해 경기가 중단되었으나 이후 코로나-19 대유행으로 인해 개최되지 않다. | 2020년 하계 올림픽으로 인해 경기가 중단되었으나 이후 코로나-19 대유행으로 인해 개최되지 않다. | 2020년 하계 올림픽으로 인해 경기가 중단되었으나 이후 코로나-19 대유행으로 인해 개최되지 않다. |
| 2021 | 7월 14일                                                                                      | 팀 WNBA 93,팀 USA 85                                                                          | 미켈롭 울트라 아레나                                                                          | 5,175                                                                                         | 라스베이거스 에이시즈                                                                         | 네바다주 패러다이스                                                                           | 아리케 오군보왈레                                                                             | 댈러스 윙스                                                                                   |
| 2022 | 7월 10일                                                                                      | 팀 윌슨 134, 팀 스튜어트 112                                                                  | 윈트러스트 아레나                                                                             | 9,572                                                                                         | 시카고 스카이                                                                                 | 일리노이주 시카고                                                                             | 켈시 플럼                                                                                     | 라스베이거스 에이시즈                                                                         |
| 2023 | 7월 15일                                                                                      | 팀 스튜어트143, 팀 윌슨 127                                                                   | 미켈롭 울트라 아레나                                                                          | 9,472                                                                                         | 라스베이거스 에이시즈                                                                         | 네바다주 패러다이스                                                                           | 주얼 로이드                                                                                   | 시애틀 스톰                                                                                   |
| 2024 | 7월 20일                                                                                      | 팀 WNBA 117, 팀 USA 109                                                                       | 풋프린트 센터                                                                                 | 16,407                                                                                        | 피닉스 머큐리                                                                                 | 애리조나주 피닉스                                                                             | 아리케 오군보왈레                                                                             | 댈러스 윙스                                                                                   |
| 2025 | 7월 19일                                                                                      | 팀 콜리어 151, 팀 클락 131                                                                    | 게인브리지 필드하우스                                                                         | 16,988                                                                                        | 인디애나 피버                                                                                 | 인디애나주 인디애나폴리스                                                                     | 나피사 콜리어                                                                                 | 미네소타 링크스                                                                               |
| 2026 |                                                                                               |                                                                                               | 미켈롭 울트라 아레나                                                                          |                                                                                               | 라스베이거스 에이시즈                                                                         | 네바다주 패러다이스                                                                           |                                                                                               |                                                                                               |

《참고사항》
- 서부 컨퍼런스가 10승 4패로 앞서가고 있다.
- 현 WNBA 연고지 중에서 올스타 게임을 개최하지 못한 곳은 애틀랜타, 댈러스, 로스앤젤레스, 샌프란시스코, 토론토, 포틀랜드, 클리블랜드, 디트로이트, 필라델피아이다.
- 1999년부터 2005년까지 전,후반전제로 진행하다가 2006년부터 퀴테제로 변경해서 진행되고 있다.
- 2004년은 아테네 올림픽 인해 시범경기로 미국 올림픽대표팀과 WNBA올스타팀 대결함.(정식 올스타 게임은 아니고, 더 게임 앳 라디어 시티라는 명칭으로 치러짐.)
- 2010년은 시범경기로 미국 올림픽대표팀과 WNBA올스타팀 대결함.(정식 올스타 게임은 아니고, 스타즈 앳 더 썬이라는 명칭으로 치러짐.)
- 2018년 올스타전부터는 제1회 대회부터 유지해온 동부와 서부 콘퍼런스 맞대결 구도를 폐지된다. 하지만 동부와 서부 콘퍼런스 각 12명으로 구성된 올스타 선발 과정은 예전과 동일하다. 최다 투표자 두명이 캡틴이 되어 선수를 선발한다. 팀이름도 팀 ○○ vs 팀 △△로 변경된다. (NBA 올스타전 방식처럼 변경된다.)
- 2021년은 시범경기로 미국 올림픽대표팀과 WNBA올스타팀 대결함.
- 2023년 롤이 변경되었다. 첫 번째는 4점슛의 신설있다. 기존 3점 라인보다 더 먼 지점 네 군데에 '4점 영역'을 지정해두겠다는 것이다.(4개의 원(코트의 양 끝에 2개씩)이 현재 3점 선 위에 배치된다.) 두 번째는 공격 시간을 기존 24초에서 20초로 줄이는 규정이다. 다만 공격 리바운드를 잡아낸 경우에는 기존처럼 공격 시간이 14초로 맞춰진다. 세 번째는 자유투의 폐지이다.
- 2024년은 시범경기로 미국 올림픽대표팀과 WNBA올스타팀 대결함.

## 쓰리-포인트 슛아웃
| 연도 | 경기장                                                                                          | 개최팀                                                                                          | 개최지                                                                                          | 우승자                                                                                          | 소속팀                                                                                          | 결과                                                                                            |
| ---- | ----------------------------------------------------------------------------------------------- | ----------------------------------------------------------------------------------------------- | ----------------------------------------------------------------------------------------------- | ----------------------------------------------------------------------------------------------- | ----------------------------------------------------------------------------------------------- | ----------------------------------------------------------------------------------------------- |
| 2006 | 매디슨 스퀘어 가든                                                                              | 뉴욕 리버티                                                                                     | 뉴욕주 뉴욕                                                                                     | 던 스테일리                                                                                     | 휴스턴 코메츠                                                                                   | 30개중 17개                                                                                     |
| 2007 | 버라이즌 센터                                                                                   | 워싱턴 D.C.                                                                                     | 워싱턴 미스틱스                                                                                 | 로리 코은                                                                                       | 워싱턴 미스틱스                                                                                 | 30개중 25개                                                                                     |
| 2008 | 2008년 하계 올림픽으로 인해 개최되지 않다.                                                      | 2008년 하계 올림픽으로 인해 개최되지 않다.                                                      | 2008년 하계 올림픽으로 인해 개최되지 않다.                                                      | 2008년 하계 올림픽으로 인해 개최되지 않다.                                                      | 2008년 하계 올림픽으로 인해 개최되지 않다.                                                      | 2008년 하계 올림픽으로 인해 개최되지 않다.                                                      |
| 2009 | 모히건 선 아레나                                                                                | 코네티컷 선                                                                                     | 코네티컷주 언캐스빌                                                                             | 베키 해먼                                                                                       | 샌안토니오 실버스타스                                                                           | 30개중 16개                                                                                     |
| 2010 | 모히건 선 아레나                                                                                | 코네티컷 선                                                                                     | 코네티컷주 언캐스빌                                                                             | 케이티 더글러스                                                                                 | 인디애나 피버                                                                                   | 30개중 23개                                                                                     |
| 2017 | 키 아레나                                                                                       | 시애틀 스톰                                                                                     | 워싱턴주 시애틀                                                                                 | 앨리 퀴글리                                                                                     | 시카고 스카이                                                                                   | 34개중 27개                                                                                     |
| 2018 | 타깃 센터                                                                                       | 미네소타 링크스                                                                                 | 미네소타주 미니애폴리스                                                                         | 앨리 퀴글리                                                                                     | 시카고 스카이                                                                                   | 34개중 29개                                                                                     |
| 2019 | 만달레이 베이 이벤트 센터                                                                       | 라스베이거스 에이시스                                                                           | 네바다주 패러다이스                                                                             | 쉐키나 스트릭렌                                                                                 | 코네티컷 선                                                                                     | 34개중 23개                                                                                     |
| 2020 | 2020년 하계 올림픽으로 인해 경기가 중단되었으나 이후 코로나-19 대유행으로 인해 개최되지 않았다. | 2020년 하계 올림픽으로 인해 경기가 중단되었으나 이후 코로나-19 대유행으로 인해 개최되지 않았다. | 2020년 하계 올림픽으로 인해 경기가 중단되었으나 이후 코로나-19 대유행으로 인해 개최되지 않았다. | 2020년 하계 올림픽으로 인해 경기가 중단되었으나 이후 코로나-19 대유행으로 인해 개최되지 않았다. | 2020년 하계 올림픽으로 인해 경기가 중단되었으나 이후 코로나-19 대유행으로 인해 개최되지 않았다. | 2020년 하계 올림픽으로 인해 경기가 중단되었으나 이후 코로나-19 대유행으로 인해 개최되지 않았다. |
| 2021 | 미첼롭 울트라 아레나                                                                            | 라스베이거스 에이시스                                                                           | 네바다주 패러다이스                                                                             | 앨리 퀴글리                                                                                     | 시카고 스카이                                                                                   | 40개중 28개                                                                                     |
| 2022 | 윈트러스트 아레나                                                                               | 시카고 스카이                                                                                   | 일리노이주 시카고                                                                               | 앨리 퀴글리                                                                                     | 시카고 스카이                                                                                   | 40개중 30개                                                                                     |
| 2023 | 미첼롭 울트라 아레나                                                                            | 라스베이거스 에이시스                                                                           | 네바다주 패러다이스                                                                             | 사브리나 오네스쿠                                                                               | 뉴욕 리버티                                                                                     | 40개중 37개                                                                                     |
| 2024 | 풋프린트 센터                                                                                   | 피닉스 머큐리                                                                                   | 애리조나주 피닉스                                                                               | 알리샤 그레이                                                                                   | 애틀랜타 드림                                                                                   | 40개중 22개                                                                                     |
| 2025 | 게인브리지 필드하우스                                                                           | 인디애나 피버                                                                                   | 인디애나주 인디애나폴리스                                                                       | 사브리나 오네스쿠                                                                               | 뉴욕 리버티                                                                                     | 40개중 30개                                                                                     |
| 2026 | 미첼롭 울트라 아레나                                                                            | 라스베이거스 에이시스                                                                           | 네바다주 패러다이스                                                                             |                                                                                                 |                                                                                                 |                                                                                                 |

### 역대 쓰리-포인트 슛아웃 참가선수
| 연도 | 참가선수                                                                             |
| ---- | ------------------------------------------------------------------------------------ |
| 2006 | 던 스테일리, 케이티 더글러스 케이티 스미스, 다이애나 터라시                          |
| 2007 | 로리 코은, 다이애나 터라시 페니 테일러, 케이티 더글러스, 디나 놀런                   |
| 2008 | 빈칸                                                                                 |
| 2009 | 베키 해먼, 수 버드, 케이티 스미스 셰임카 크리스톤, 케이티 더글러스, 다이애나 터라시  |
| 2010 | 케이티 더글러스, 수 버드, 스윈 캐시 모니크 커리, 앤젤 맥코트리, 린지 왈렌            |
| 2017 | 앨리 퀴글리, 슈가 로저스, 마야 무어, 자스민 토마스, 수 버드                          |
| 2018 | 앨리 퀴글리, 주얼 로이드, 케일라 맥브라이드, 크리스티 톨리버                         |
| 2019 | 쉐키나 스트릭렌, 카일라 맥브라이드, 엘리 퀴글리 키아 너스, 에리카 윌러, 첼시 그레이  |
| 2020 | 빈칸                                                                                 |
| 2021 | 앨리 퀴글리, 주얼 로이드, 존쿠엘 존스, 새미 윗컴                                     |
| 2022 | 아리케 오군보왈레, 켈시 플럼, 라인 하워드, 주얼 로이드, 앨리 퀴글리, 아리엘 앳킨스   |
| 2023 | 사브리나 오네스쿠, 새미 휘컴, 아리케 오군보왈레, 디조나이 캐링턴, 켈시 미첼, 잭키 영 |
| 2024 | 스테파니 돌슨, 알리샤 그레이, 존켈 존스, 마리나 마브리, 카일라 맥브라이드            |
| 2025 | 사브리나 오네스쿠, 알리샤 그레이, 켈시 플럼, 렉시 헐, 소니아 시트론                  |
| 2026 |                                                                                      |

## 스킬즈 챌린지
| 연도 | 경기장                                                                                          | 개최팀                                                                                          | 개최지                                                                                          | 우승자                                                                                          | 소속팀                                                                                          | 시간                                                                                            |
| ---- | ----------------------------------------------------------------------------------------------- | ----------------------------------------------------------------------------------------------- | ----------------------------------------------------------------------------------------------- | ----------------------------------------------------------------------------------------------- | ----------------------------------------------------------------------------------------------- | ----------------------------------------------------------------------------------------------- |
| 2006 | 매디슨 스퀘어 가든                                                                              | 뉴욕 리버티                                                                                     | 뉴욕주뉴욕                                                                                      | 세이몬 오거스터스                                                                               | 미네소타 링크스                                                                                 | 28.5초                                                                                          |
| 2007 | 버라이즌 센터                                                                                   | 워싱턴 미스틱스                                                                                 | 워싱턴 D.C.                                                                                     | 베키 해먼                                                                                       | 샌안토니오 실버스타스                                                                           | 27.1초                                                                                          |
| 2008 | 2008년 하계 올림픽으로 인해 개최되지 않았다.                                                    | 2008년 하계 올림픽으로 인해 개최되지 않았다.                                                    | 2008년 하계 올림픽으로 인해 개최되지 않았다.                                                    | 2008년 하계 올림픽으로 인해 개최되지 않았다.                                                    | 2008년 하계 올림픽으로 인해 개최되지 않았다.                                                    | 2008년 하계 올림픽으로 인해 개최되지 않았다.                                                    |
| 2009 | 모히건 선 아레나                                                                                | 코네티컷 선                                                                                     | 코네티컷주 언캐스빌                                                                             | 캐피 폰덱스터 소피아 영 샤데 휴스턴                                                             | 피닉스 머큐리 샌안토니오 실버스타스 미네소타 링크스                                             | 34.8초                                                                                          |
| 2010 | 모히건 선 아레나                                                                                | 코네티컷 선                                                                                     | 코네티컷주 언캐스빌                                                                             | 르네 몽고메리                                                                                   | 코네티컷 선                                                                                     | 25.0초                                                                                          |
| 2019 | 만달레이 베이 이벤트 센터                                                                       | 라스베이거스 에이시스                                                                           | 네바다주 패러다이스                                                                             | 다이아몬드 드실즈                                                                               | 시카고 스카이                                                                                   | 빈칸                                                                                            |
| 2020 | 2020년 하계 올림픽으로 인해 경기가 중단되었으나 이후 코로나-19 대유행으로 인해 개최되지 않았다. | 2020년 하계 올림픽으로 인해 경기가 중단되었으나 이후 코로나-19 대유행으로 인해 개최되지 않았다. | 2020년 하계 올림픽으로 인해 경기가 중단되었으나 이후 코로나-19 대유행으로 인해 개최되지 않았다. | 2020년 하계 올림픽으로 인해 경기가 중단되었으나 이후 코로나-19 대유행으로 인해 개최되지 않았다. | 2020년 하계 올림픽으로 인해 경기가 중단되었으나 이후 코로나-19 대유행으로 인해 개최되지 않았다. | 2020년 하계 올림픽으로 인해 경기가 중단되었으나 이후 코로나-19 대유행으로 인해 개최되지 않았다. |
| 2021 | 미개최됨                                                                                        | 미개최됨                                                                                        | 미개최됨                                                                                        | 미개최됨                                                                                        | 미개최됨                                                                                        | 미개최됨                                                                                        |
| 2022 | 윈트러스트 아레나                                                                               | 시카고 스카이                                                                                   | 일리노이주 시카고                                                                               | 서브리나 요네스큐                                                                               | 뉴욕 리버티                                                                                     | 빈칸                                                                                            |
| 2023 | 미첼롭 울트라 아레나                                                                            | 라스베이거스 에이시스                                                                           | 네바다주 패러다이스                                                                             | 팀 에이시스 (첼시 그레이 & 켈시 플럼)                                                           | 라스베이거스 에이시스                                                                           | 44.3초                                                                                          |
| 2024 | 풋프린트 센터                                                                                   | 피닉스 머큐리                                                                                   | 애리조나주 피닉스                                                                               | 알리샤 그레이                                                                                   | 애틀랜타 드림                                                                                   | 32.1초                                                                                          |
| 2025 | 게인브리지 필드하우스                                                                           | 인디애나 피버                                                                                   | 인디애나주 인디애나폴리스                                                                       | 나타샤 클라우드                                                                                 | 뉴욕 리버티                                                                                     | 37.5초                                                                                          |
| 2026 | 미첼롭 울트라 아레나                                                                            | 라스베이거스 에이시스                                                                           | 네바다주 패러다이스                                                                             |                                                                                                 |                                                                                                 |                                                                                                 |

### 역대 스킬즈 챌린지 참가선수
| 연도 | 참가선수 |
| ---- | --- |
| 2006 | 세이몬 오거스터스 수 버드, 캐피 폰덱스터, 디나 놀런 |
| 2007 | 베키 해먼, 세이몬 오거스터스 베티 레녹스, 니키 티슬리 |
| 2008 | 빈칸 |
| 2009 | 캐피 폰덱스터, 소피아 영, 샤데 휴스턴 《서부 콘퍼런스 1》 스윈 캐시, 니콜 파월, 니키 아노사이크 《서부 콘퍼런스 2》 지아 퍼킨스, 타미카 캐칭스, 산초 리틀 《동부 콘퍼런스 1》 엘레나 비어드, 에스하 존스, 실비아 파울스 《동부 콘퍼런스 2》 |
| 2010 | 르네 몽고메리, 캐피 폰덱스터, 린지 왈렌 리잔느 카스트로 마르케스, 린지 하딩, 앤젤 맥코트리 |
| 2019 | 다이아몬드 드실즈, 커트니 밴더슬룻, 새미 윗컴, 나파사 콜리어 존쿠엘 존스, 오디세이 심스, 엘리자베스 월리엄스, 브리트니 그라이너 |
| 2020 | 빈칸 |
| 2021 | 빈칸 |
| 2022 | 라인 하워드, 서브리나 요네스큐, 존쿠엘 존스, 켈시 플럼 나리사 스미스, 아즈라 스티븐스, 코트니 벤더슬루, 잭키 영 |
| 2023 | 팀 에이시스 (첼시 그레이 & 켈시 플럼), 팀 리버티 (서브리나 요네스큐 & 코트니 밴더슬루), 팀 윙스 (아리케 오군보왈레 & 사투 사발리), 팀 드림 (알라샤 그레이 & 샤이엔 파커)                                                                    |
| 2024 | 소피 커닝햄, 알리샤 그레이, 브리트니 그라이너, 마리나 마브리, 에리카 휠러 |
| 2025 | 나타샤 클라우드, 에리카 휠러, 알리샤 그레이, 코트니 월리암스, 스카일라 디킨스 |
| 2026 | |

## 3x3 시범 경기
2024년 7월 17일, 미국 3x3 올림픽 팀이 7월 19일에 23세 이하 3x3 국가대표팀과 시범 경기에서 맞붙을 것이라고 발표했다.
| 연도 | 날짜     | 경기장        | 팀     | 스코어  | 팀      |
| ---- | -------- | ------------- | ------ | ------- | ------- |
| 2024 | 7월 19일 | 풋프린트 센터 | 팀 USA | 19 - 16 | 팀 U-23 |

## 같이 보기
- NBA 올스타전
- ABA 올스타전
- NBA G 리그 올스타전